# ساندور تشيفاي
ساندور تشيفاي (بالمجرية: Cséfay Sándor)‏ (13 يوليو 1904 في بودابست - 2 سبتمبر 1984 في بودابست ) هو لاعب كرة يد مجري تنافس في الألعاب الأولمبية الصيفية لعام 1936.
كان جزءًا من فريق كرة اليد المجري، الذي احتل المركز الرابع في البطولة الأولمبية. لعب ثلاث مباريات.

## روابط خارجية
- ساندور تشيفاي على موقع أوليمبيديا (الإنجليزية)
- الملف الشخصي (بالمجرية)